# بطولة أمريكا الجنوبية لألعاب القوى 1947
بطولة أمريكا الجنوبية لألعاب القوى 1947 هي النسخة الـ 15 من بطولة أمريكا الجنوبية لألعاب القوى. أقيمت في ريو دي جانيرو بالبرازيل. تصدرت الأرجنتين جدول الميداليات برصيد 37 ميدالية منها 18 ذهبية.

## جدول الميداليات
| الترتيب | منتخب      | ذهبية | فضية | برونزية | المجموع |
| ------- | ---------- | ----- | ---- | ------- | ------- |
| 1       | الأرجنتين  | 18    | 11   | 8       | 37      |
| 2       | تشيلي      | 9     | 7    | 14      | 30      |
| 3       | البرازيل   | 5     | 9    | 10      | 24      |
| 4       | بيرو       | 0     | 4    | 0       | 4       |
| 5       | الأوروغواي | 0     | 1    | 0       | 1       |